# Chiesa di San Bartolomeo (Cassano Irpino)
La chiesa di San Bartolomeo Apostolo è la chiesa madre di Cassano Irpino, piccolo borgo in provincia di Avellino. La chiesa è situata nella piazza principale ed è dedicata a San Bartolomeo Apostolo, protettore del paese.

## Storia

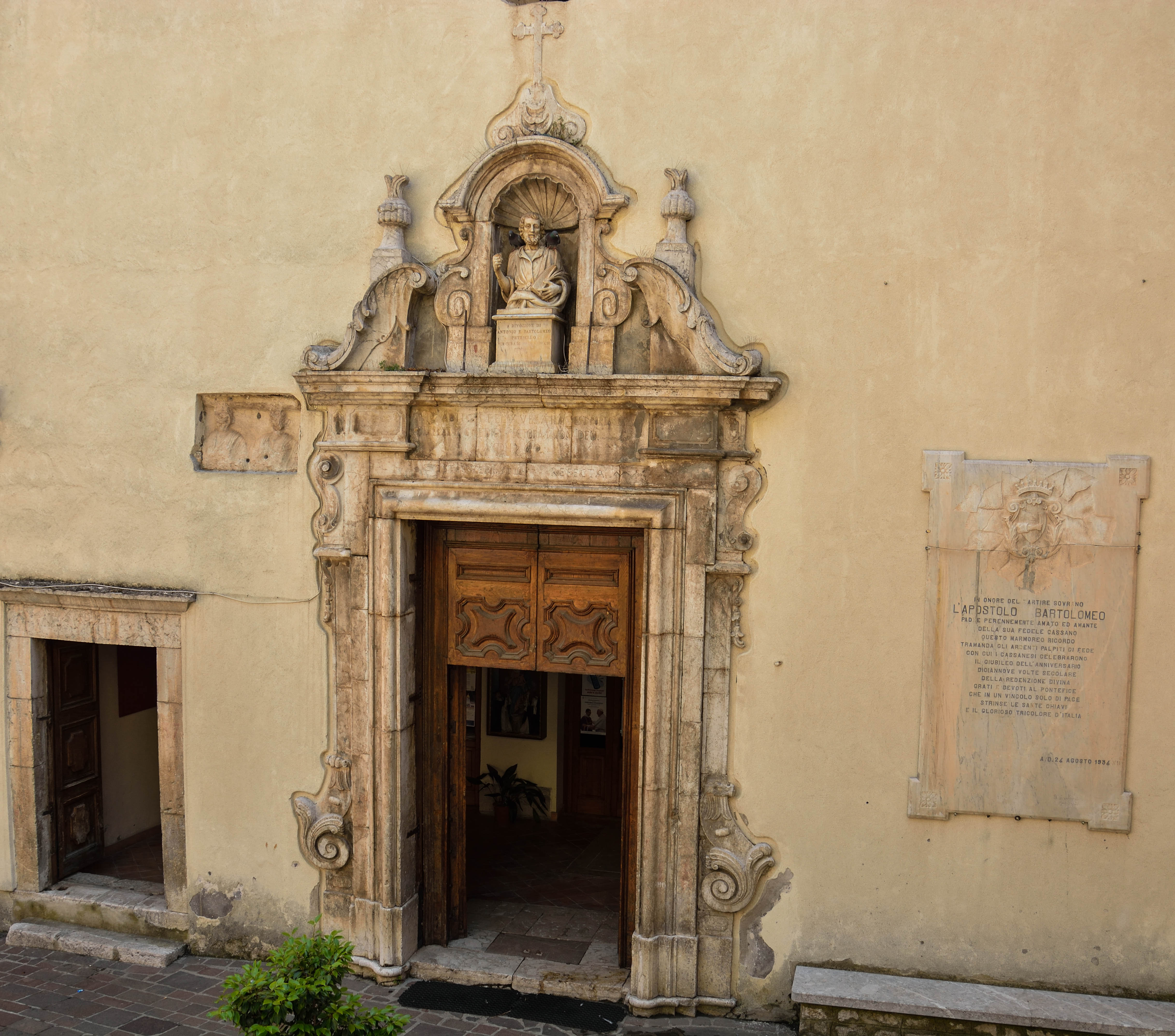
Ingresso della chiesa

Hic aditus felix-vera haec est porta salutis: offerat ingrediens pectora nuda deo. Vetusta venustior refecta A.D. 1762 (Questo è un felice ingresso- questa è la vera porta della salvezza: chi vi entra offra a Dio pensieri puri. La vecchia chiesa fu rifatta più bella. Anno del signore 1762). Sull’architrave della chiesa è presente questa epigrafe che riassume l’ampliamento più significativo dell’edificio, avvenuto con la costruzione del maestoso portale e del busto marmoreo di San Bartolomeo. 
Anche se l’epigrafe risale al XVIII secolo, la costruzione dell’edificio è datata 1557, come testimonia l’incisione presente su una pietra angolare. Oltre all’anno, si può trovare inciso anche il monogramma “G.C.” in riferimento al nobile Garcia II Cavaniglia, che contribuì economicamente alla realizzazione della Chiesa. 
L’edificio nacque originariamente con una funzione apotropaica, per allontanare la paura causata dalle peste, che sette anni prima aveva colpito e quasi decimato la popolazione della cittadina. Non è da escludere l’ipotesi che fosse presente un edificio religioso già prima del 1557, in quanto le abrasioni presenti sulla superficie della pietra lasciano  supporre che  la prima data indicata  fosse il 1455 e  non quella attuale ancora visibile oggi, poiché è possibile che il 7 finale sia stato aggiunto solo in un secondo momento. Se si considera la prima data  (1455) si può affermare  quasi con certezza che lo stemma sia da attribuire a Giovanni Cavaniglia (feudatario del paese dal 1454 al 1473) e non a Garcia.  La mancanza di documentazione che possa fornire notizie certe risalenti a prima del 1500 è dovuta allo smarrimento degli atti causato proprio dalla  peste del 1550. Oltre alla peste, altre carestie ed epidemie, in particolare nel 1764, hanno messo in ginocchio la comunità: a tal proposito, una testimonianza fondamentale risulta essere quella della trascrizione dell’arciprete Don Tommaso Vecchia, la quale descrive tale situazione di difficoltà.

### I furti
Nel 1879, la chiesa di Cassano subì un grave furto: furono, infatti, trafugati quattro calici d’argento, due pissidi, due lunette, un paio di pendenti e una collana d’oro. Si riuscì, tuttavia, a ottenere la restituzione degli oggetti e a punire il colpevole. 
A distanza di molti anni e, più precisamente,  a ridosso del Natale del 2016, alcuni ladri si sono introdotti nella chiesa matrice, trafugando oggetti sacri quali le formelle dipinte (fortunatamente ritrovate),  il Gesù bambino e altri oggetti sacri molto cari alla popolazione.

## Descrizione

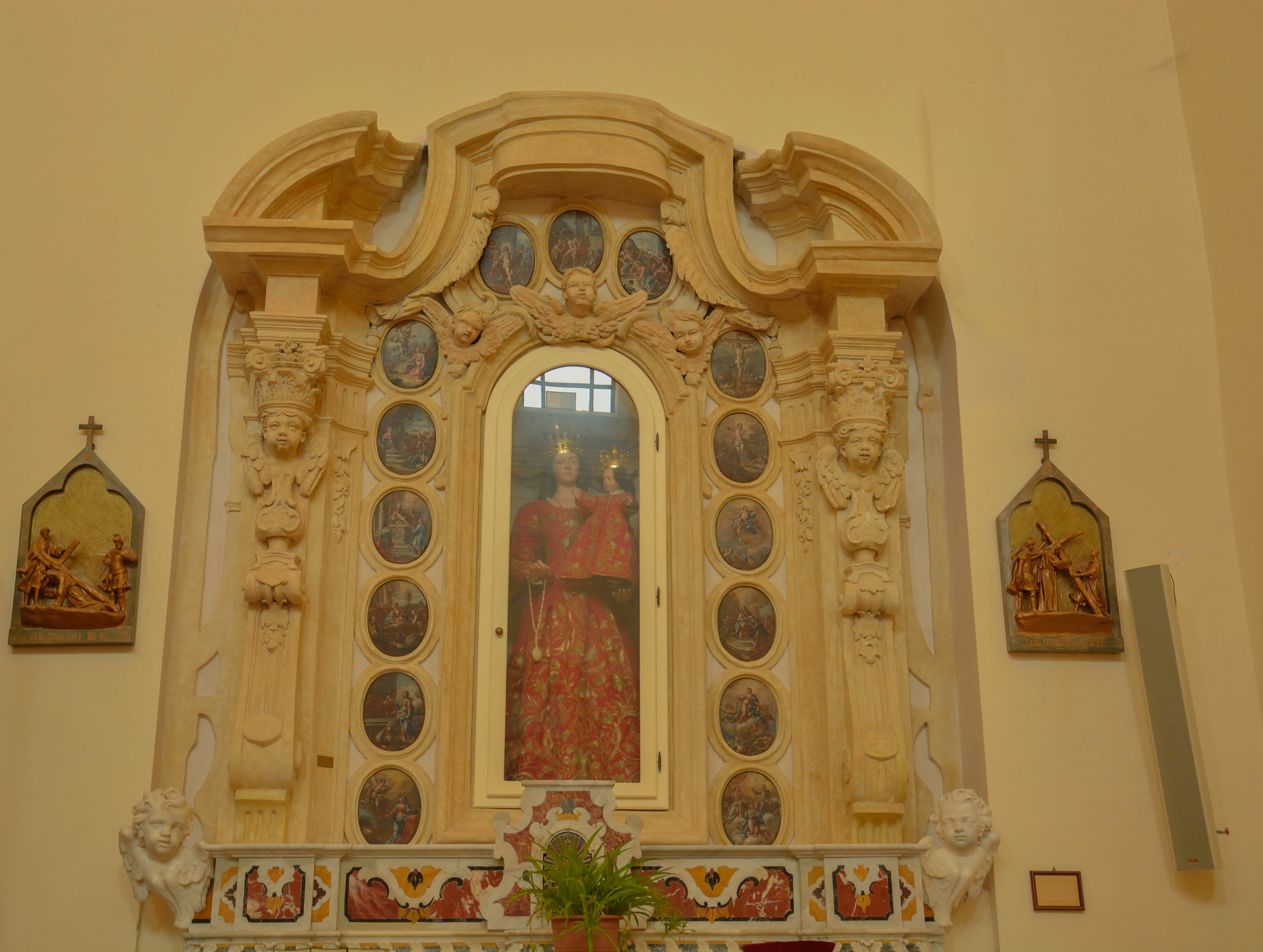
Rappresentazione delle stazioni della Via Crucis

### I restauri del 1700 e del 1800
Attualmente, di elementi antichi della chiesa originaria ne restano pochi, soprattutto in seguito ai restauri effettuati nel ‘700 e  al terremoto del 1980: in particolare, ancora oggi vi sono soltanto i pilastri con archi gotici e le sei monofore. Prima delle modifiche subite dall’edificio,  si è registrata la presenza di un altare cinquecentesco (rimosso nel ‘700), mentre  nello stesso secolo furono eretti altri altari settecenteschi e ottocenteschi. Ai lavori di restauro eseguiti nel 1671 e finanziati dai notai cassanesi Blasio Amatetti e Giambattista Catalano, seguirono quelli della seconda metà del 1700. Durante la prima ristrutturazione furono innalzati i muri perimetrali che ancora oggi compongono la chiesa e costruiti alcuni finestroni che sostituirono le monofore cinquecentesche. Sugli archi del Trecento fu, inoltre, costruito un campanile, restaurato dopo il sisma del 1980,  mentre nel 1747 fu edificato l’altare maggiore. Nel 1763 fu donato da parte dei Padri Gesuiti al clero di Cassano un gioiello d’arte tardo barocco-rococò, originariamente destinato alla Chiesa del Gesù Nuovo di Napoli. Le icone lignee e i medaglioni del 1748 arricchiscono e rifiniscono la chiesa.

### I restauri dopo il sisma
In seguito al terremoto, gli elementi che subirono maggiori danni furono gli altari, le balaustrate e le decorazioni in stucco bianco. Gli interventi di restauro furono organizzati in tre fasi: durante la prima fase si cercò di limitare ed evitare ulteriori danni; nella seconda, invece, iniziarono i lavori per la ricostruzione delle parti crollate; nella terza fase, infine, si conclusero i lavori che erano stati iniziati in precedenza. In seguito al sisma, sono stati ritrovati nella chiesa alcuni affreschi del 1500,  nonché il crocifisso ligneo che, se in un primo momento era collocato nella chiesa sopra l’acquasantiera, oggi è invece conservato nel museo del Restauro di San Francesco a Folloni di  Montella. 
È opportuno ricordare anche il lavoro di restauro delle opere in marmo e la costruzione di nuovi cornicioni che ancora oggi abbelliscono la chiesa. I lavori durarono diciassette anni.